# Felicíssimo do Espírito Santo
Felicíssimo do Espírito Santo Cardoso (Goiás, 17 de setembro de 1835 — 7 de junho de 1905) foi um militar e político brasileiro.
Foi vice-presidente da província de Goiás, exercendo a presidência interinamente três vezes, de 11 de agosto a 20 de outubro de 1887, de 3 a 6 de janeiro de 1888 e de 20 de fevereiro de 1888 a 6 de março de 1889. Foi líder do Partido Conservador em Goiás, tendo sido deputado e senador.
É filho do capitão Manuel Cardoso de Campos, pai dos generais Augusto Inácio do Espírito Santo Cardoso e Joaquim Ignácio Baptista Cardoso', avô do general Dulcídio do Espírito Santo Cardoso, general Ciro do Espírito Santo Cardoso, general Leônidas Cardoso e general Felicíssimo Cardoso Neto e bisavô do ex-presidente Fernando Henrique Cardoso.